# Thomas R. Bard

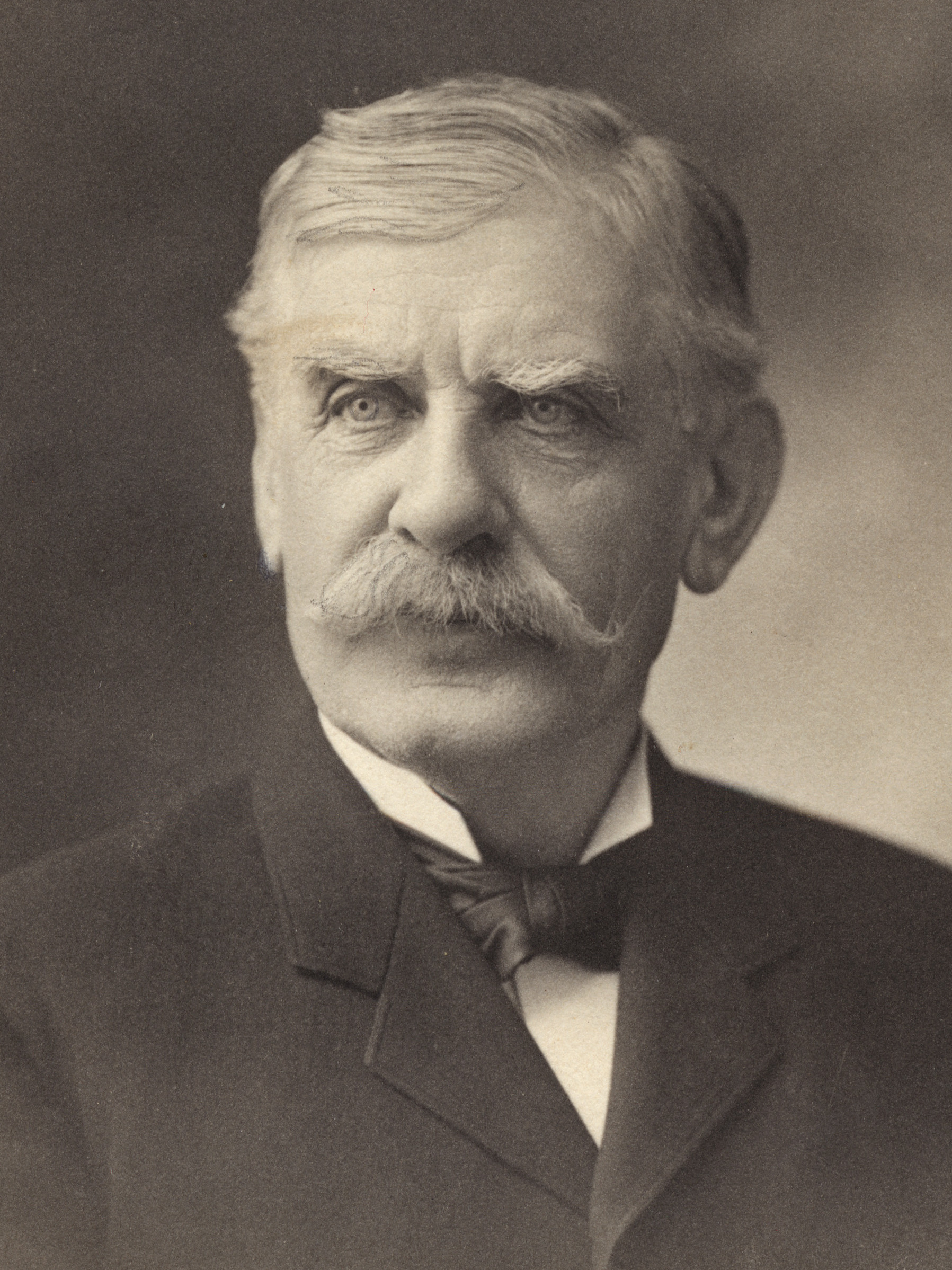
Thomas R. Bard (um 1900)

Thomas Robert Bard (* 8. Dezember 1841 in Chambersburg, Franklin County, Pennsylvania; † 5. März 1915 in Port Hueneme, Kalifornien) war ein US-amerikanischer Politiker der Republikanischen Partei. Von 1900 bis 1905 vertrat er den Bundesstaat Kalifornien im US-Senat. Bekannt wurde er vor allem als „Vater von Port Hueneme“ wegen seiner Bemühungen zur Gründung und Erweiterung der Stadt sowie des einzigen Hochseehafens der Region. Er ist einer der Mitbegründer der Firma UNOCAL.

## Frühes Leben
Bard wurde am 8. Dezember 1841 in Chambersburg geboren. Er besuchte dort die Schule und machte anschließend seinen Rechtsanwaltsabschluss an der Chambersburg Academy im Jahr 1858. Bereits vor seinem Abschluss unterschrieb er einen Vertrag bei der Pennsylvania Railroad Company. Später wurde er Assistent des Leiters der Cumberland Valley Railroad. Bard engagierte sich auch im Korngeschäft von Hagerstown. Während des Bürgerkrieges kämpfte Bard für die Unionsarmee. Er war Kundschafter während des Einfalls der Konföderationstruppen in Maryland und Pennsylvania.

## Politische Laufbahn
1864 zog Thomas Bard in das heutige Ventura County in Kalifornien. Er war Mitglied im Kontrollausschuss des Santa Barbara County von 1868 bis 1873. 1871 wurde er damit beauftragt, das Ventura County zu gründen. Während dieser Zeit entwarf er die Pläne zum Bau von Port Hueneme, wo er auch sein Landgut Berylwood Estate aufbaute.
Bard war kalifornischer Delegierter auf der Republican National Convention des Jahres 1884. Von 1886 bis 1887 war er Vorsitzender des Landwirtschaftsausschusses von Kalifornien. 1887 wurde Bard Mitbegründer des Occidental College. Er wurde in den US-Senat gewählt, als ein Platz während der Amtszeit, die am 4. März 1899 begonnen hatte, neu zu besetzen war. Bard nahm am 7. Februar 1900 seine Arbeit auf und diente bis zum 3. März 1905. Eine erneute Kandidatur scheiterte. Während seiner Amtszeit war Bard Mitglied des Fischereiausschusses (47. Kongress) und des Bewässerungsausschusses (48. Kongress).
Eine seiner erinnerungswürdigen Taten während der Amtszeit war die Entsendung des späteren Generals George S. Patton nach West Point.

## Familie und späteres Leben
Thomas R. Bard wurde anschließend ein erfolgreicher Geschäftsmann in der Ölbranche. Er starb am 5. März 1915 auf seinem Anwesen „Berylwood“ in Port Hueneme und wurde dort auf dem Familienfriedhof begraben. 1965 erschien seine Biographie unter dem Titel Oil, Land and Politics.
Sein Sohn, Archibald Philip Bard, wurde ein bekannter Physiologe und Dekan der Johns Hopkins Medical School.